# Авангард (искусство)

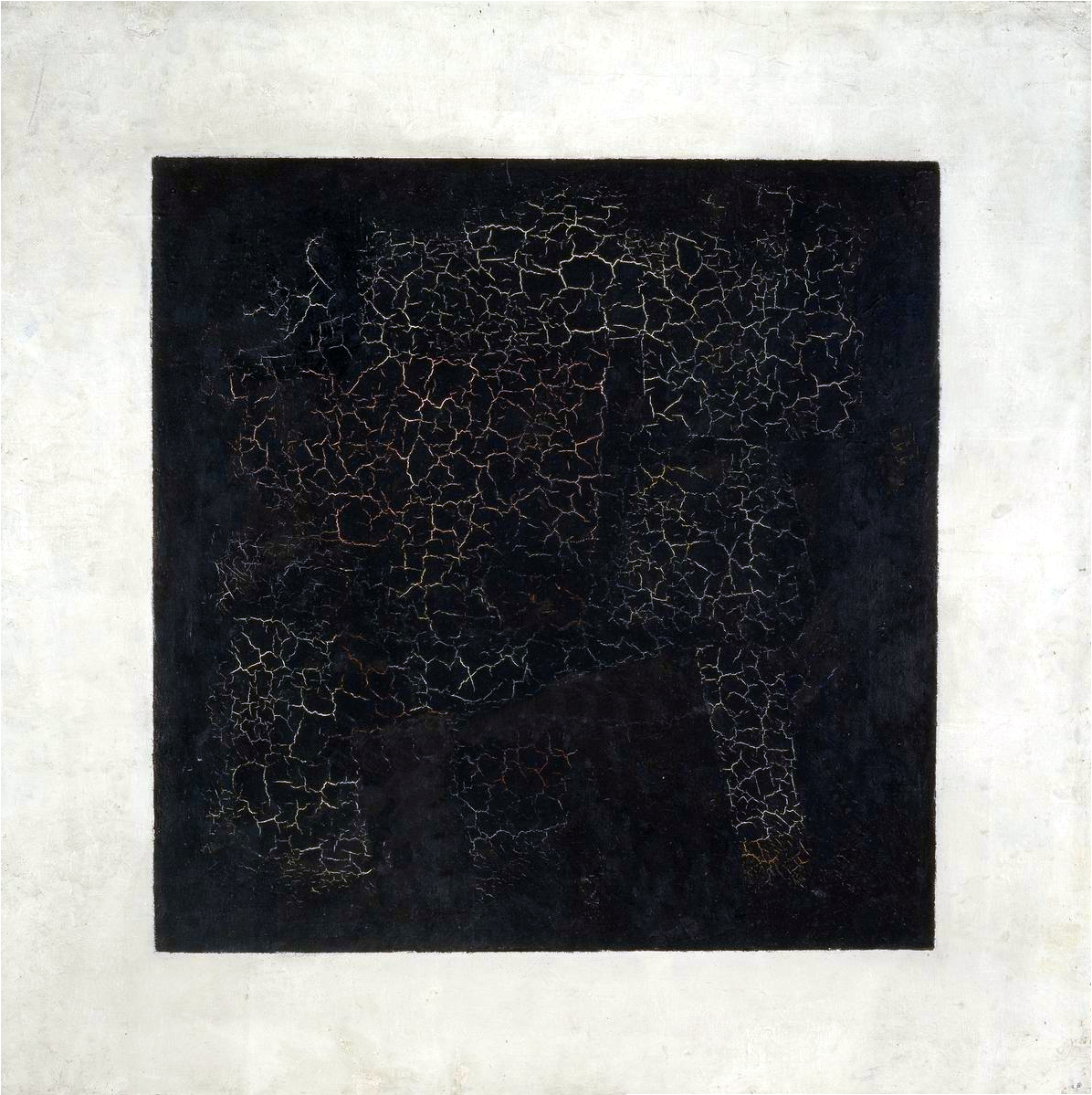
«Икона» мирового авангарда — «Чёрный квадрат» (1915) К. Малевича

Аванга́рд (фр. avant-garde — передовой отряд), авангарди́зм — обобщающее название течений в мировом, прежде всего в европейском искусстве, возникших на рубеже XIX и XX веков. Направление в искусстве и культуре, характеризующееся стремлением к новаторству, отказу от традиционных форм и поиска принципиально новых способов выражения. Авангардисты стремились к радикальным экспериментам в области формы, содержания и художественных средств, часто выражая протест против устоявшихся канонов и норм. Авангардизм получил наибольшее развитие в начале XX века и оказал значительное влияние на развитие современного искусства.
Основные черты авангардизма:
1. Экспериментальность — использование нетрадиционных подходов и новаторских идей.
2. Разрыв с традициями — отрицание классических форм и методов.
3. Идеологичность — стремление отразить современность, зачастую через призму революционных идей.
4. Междисциплинарность — объединение элементов из разных видов искусства (литературы, живописи, музыки, театра и др.).
5. Провокация — стремление шокировать или удивить аудиторию.

## История термина

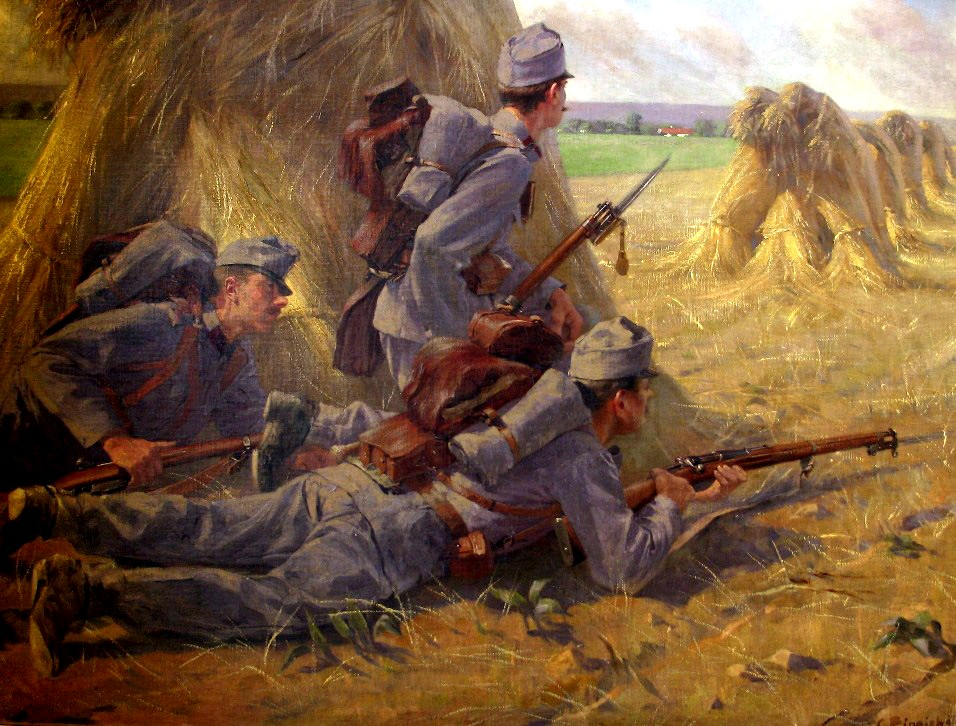
«В авангарде» К. Пиппиха

Слово французского происхождения авангард первоначально относилось исключительно к военной терминологии и означало отряд, выдвигающийся вперёд по движению войска; передовой отряд. В годы Французской революции это слово стало революционной метафорой и в 1794 году вошло в название якобинского журнала. С тех пор политический смысл начал вытеснять военный.

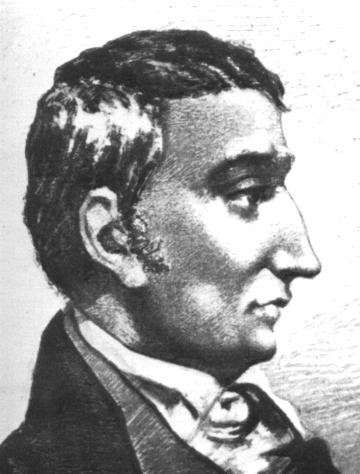
А. Сен-Симон

Термин в его фигуральном значении использовался в работах французских социалистических утопистов. В их же работах термин впервые получил следующий, художественный смысл — основатель школы утопического социализма Анри Сен-Симон в статье «Художник, учёный и рабочий», вышедшей в год его смерти в 1825 году, в союзе художника, учёного и рабочего ведущую роль отвёл художнику. Художник, по Сен-Симону, наделён воображением и должен воспользоваться силой искусства для пропаганды передовых идей: «Это мы, художники, будем служить вам авангардом».

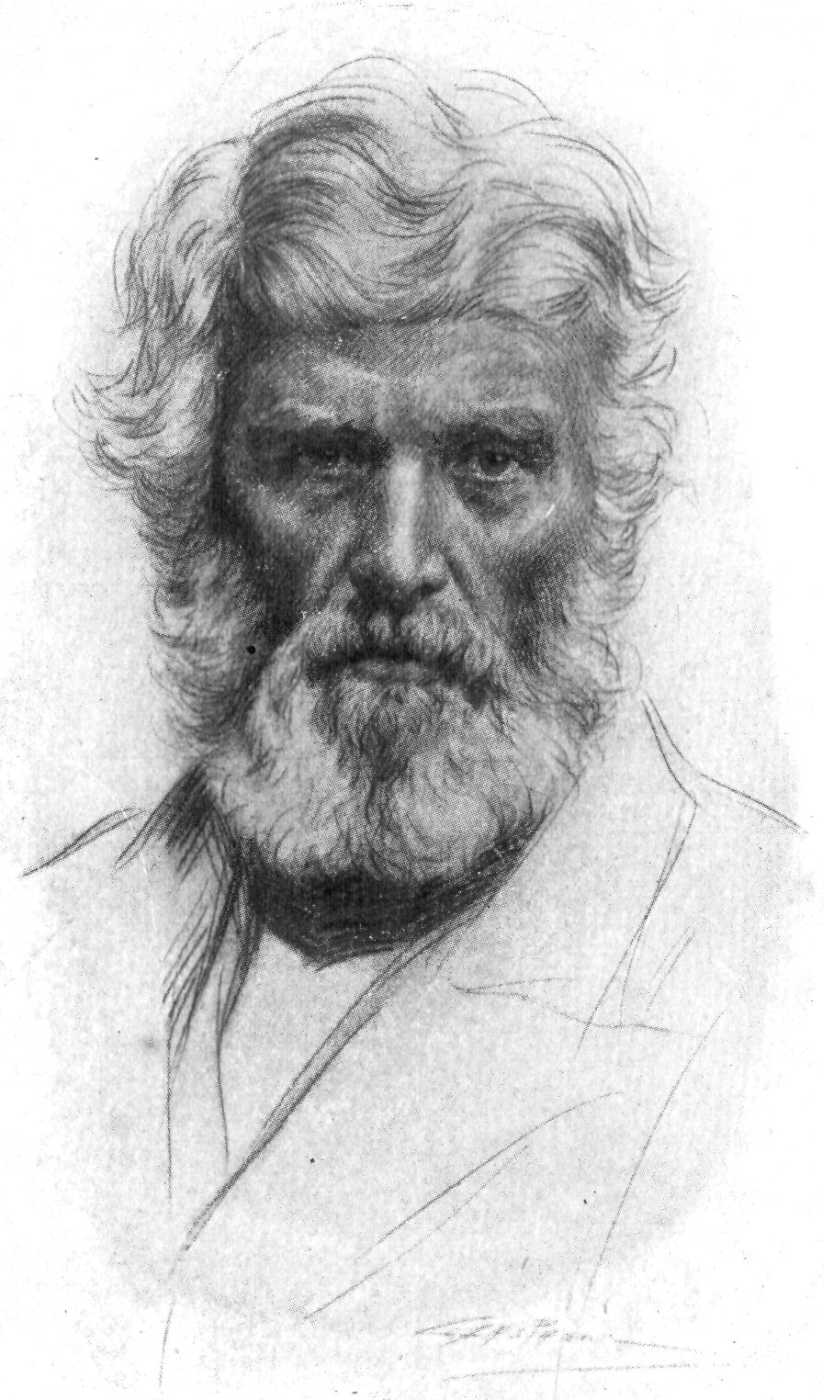
Т. Карлейль

Долгое время термин сохранял своё политическое значение, а художник наделялся особой политической миссией. В этом значении термин начал усваиваться в других европейских языках. Так, в английском языке слово vangard в его фигуральном значении впервые появилось в работах британского историка Томаса Карлейля.
Последователи Сен-Симона, продолжая вслед за ним акцентировать ведущую роль художника в политических процессах, фактически оставляли в стороне социальные цели искусства, обязывающие его быть утилитарным, дидактическим, понятным широким массам, и тем самым парадоксально сближали политический авангард с «искусством ради искусства» (фр. l'art pour l'art) как революционной идеей.

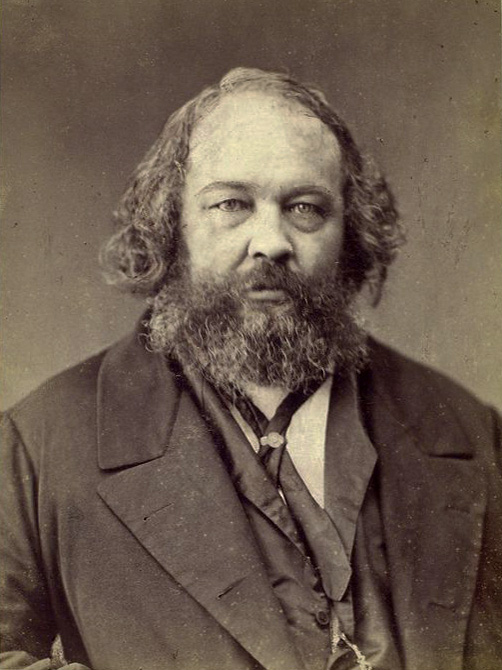
М. Бакунин

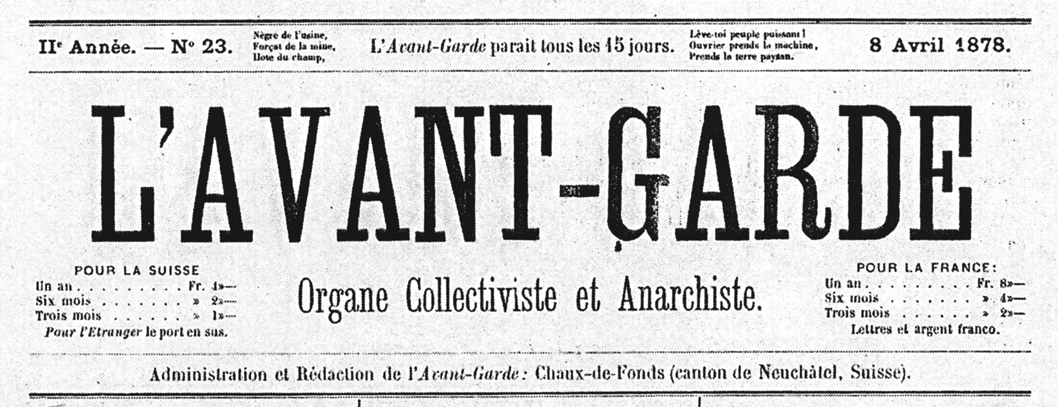
Логотип газеты L’Avant-Garde

В последние десятилетия XIX века термин авангард в его милитаристском значении получил широкое распространение в Европе благодаря популярности анархических идей Михаила Бакунина и Петра Кропоткина. Кропоткиным восхищались хорошо его знавшие Оскар Уайльд и Уильям Батлер Йейтс. Кропоткин оказал большое влияние на Герберта Рида. Бакунин и Кропоткин не только использовали термин в своих работах, но в 1877 году дали название L’Avant-Garde своей газете.

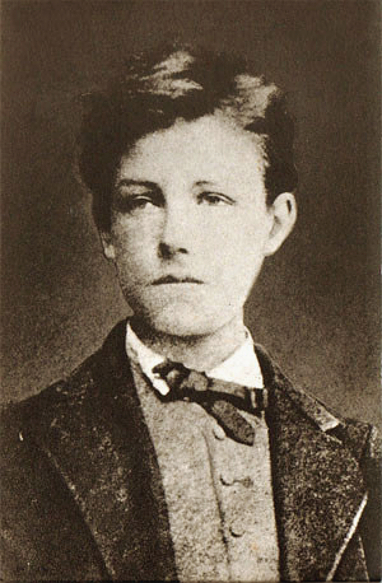
А. Рембо

Последователи Бакунина начали применять название журнала к искусству, а в 1885 году Теодор Дюре перенёс термин авангард из области политики в область художественной критики. Интересно, что ещё раньше, в 1871 году, семнадцатилетний французский поэт Артюр Рембо в частной переписке, ставшей публичной значительно позже, писал, что поэзия должна создать совершенно новый язык, объединяющий задачи политического и художественного авангарда; именно это позволит ей быть впереди.
Термин авангард в его художественном значении, таким образом, полностью вышел из утопических и анархических идей и в начале XX века был тесно связан с политикой. Присущий художественному авангарду уже как историческому явлению (первая треть XX века) политический радикализм был ему свойствен вплоть до 1930-х годов.
Как историческое явление авангард появился только в начале XX века, но ни одно движение, группа или школа не включали термин авангард в своё название, а главное — этим термином не оперировала критика. Термин авангард (как прежде романтизм или реализм) не был для группировок самоназванием, а начал употребляться, когда сами группировки уже распались, и то, что их связывало, завершалось или уже стало историей. Потребность в обобщённом терминологическом закреплении деятельности многочисленных групп возникла в 1920-х годах, и английский поэт Роберт Грейвз в 1927 году противопоставил модернистскую поэзию викторианской.

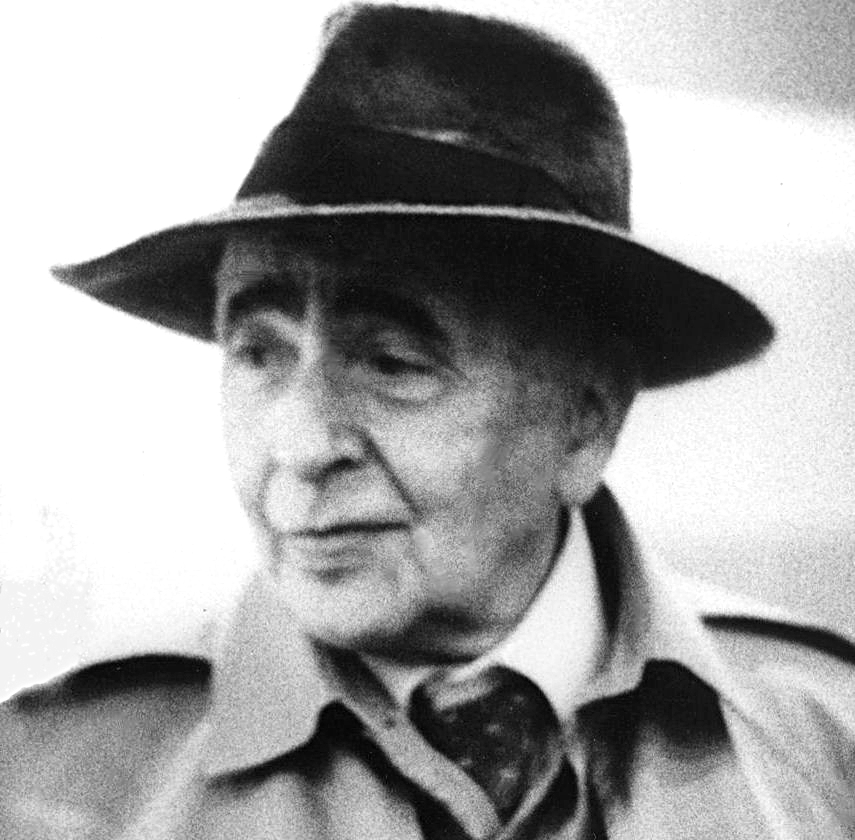
Л. Арагон

В 1929 году французский поэт, один из основателей сюрреализма, к этому времени ставший коммунистом, Луи Арагон, имея в виду слова са́мого «авангардистского» символиста Артюра Рембо «Il faut être absolument moderne» («Надо быть абсолютно современными»), ввёл объединяющий термин модернизм. Авангард (авангардизм) в роли аналогичного объединяющего термина появился позже. Наиболее активно авангард как литературно-художественное движение стал обсуждаться в ретроспекции после Второй мировой войны.
Спустя столетие с лишним после появления авангарда как исторического явления, теории и типологии авангарда (так же, впрочем, как и теории и типологии модернизма) не существует. Кристофер Иннес в предисловии к своей книге «Театр авангарда» (1993) предупреждает, что термин авангард «стал вездесущим ярлыком, эклектически прикрепляемым к любому виду искусства, лишь бы оно было антитрадиционным по форме. Иногда этот термин упрощённо используют для определения нового в любой данный момент, которое устаревает с каждым новым шагом вперёд».

### Различия понятиймодернизмиавангард
Из-за того, что до сих пор не существует теорий и типологии модернизма и авангарда (авангардизма) как литературно-художественных явлений, разброс мнений о соотношении двух этих понятий варьируется от их полного противопоставления до полной взаимозаменяемости.
В академическом искусствознании, соответствующих справочниках и энциклопедиях понятия «модернизм» и «авангард», как правило, отождествляют. Между тем, существуют иные определения: «Авангардизм — обобщенное название экспериментальных идей, концепций, течений, школ, творчества отдельных художников, преследующих цель создания нового искусства, не имеющего связей со старыми, путем отрицания исторической традиции и преемственности творчества». Модернисты также стремятся к обновлению искусства, но, в отличие от авангардистов, считают необходимым не отрицать, а продолжать художественные традиции. В представлении модернистов «авангард представляет собой пройденный этап и даже своеобразную новую классику, которую следует, как и старую классику, развивать, а не опровергать». Авангардизм кратковременен, он проявляется лишь в переломные моменты истории; модернизм перманентен, он отражает постоянное стремление к совершенствованию художественной формы.
Философ В. П. Руднев следующим образом разъяснял различия понятий «модернизм» и «авангард»: «Авангард невозможен без скандала, эпатажа…Модернизм рождает новое исключительно в сфере художественной формы, в сфере художественного синтаксиса и семантики, не затрагивая сферу прагматики… Для модернистов характерна серьёзная, углублённая работа над формой, не терпящая суеты, внешних эффектов и популистских или скандальных акций, привлекающих внимание публики. Модернисты работают скромно, уединенно, в тишине своих мастерских, и их эксперименты рассчитаны на медленное, постепенное усвоение избранным, узким кругом знатоков…Типичный модернист и типичный авангардист представляли собой совершенно различные характерологические радикалы. Вот типичные модернисты: сухопарый длинный Джойс, изнеженный Пруст; маленький, худой, как будто навек испуганный, Франц Кафка; длинные, худые Шостакович и Прокофьев; сухой маленький Игорь Стравинский. Все это шизоиды-аутисты, замкнутые в своем эстетическом мире. Невозможно их представить на площади или на эстраде эпатирующими публику… А вот авангардисты. Агрессивный, с громовым голосом, атлет Маяковский, так же атлетически сложенный, „съевший собаку“ на различного рода скандалах Луис Бунюэль; самовлюбленный до паранойи и при этом рассчитывающий каждый свой шаг Сальвадор Дали».

### В России и СССР
По мнению искусствоведа Ирины Вакар, на русской почве «создателем термина был знаменитый художник и критик Александр Бенуа. Весной 1910 года в рецензии на выставку Союза русских художников он разделил всех участвовавших в ней живописцев на авангард, центр и арьергард. Причислив себя и своих друзей из „Мира искусства“ к центру, он иронически назвал авангардом нескольких молодых москвичей во главе с М. Ларионовым, по его мнению, слишком далеко зашедших вперед по пути разрушения принятых норм в искусстве. Прогноз Бенуа оказался верным, а термин утвердился, хотя и спустя много лет».
В 1915 году Николай Бердяев в статье «Астральный роман» предположил по поводу Пабло Пикассо и романа «Петербург» Андрея Белого, что «во время Первой мировой войны авангардное искусство перестало существовать, передав продолжение своих новшеств истории как таковой».

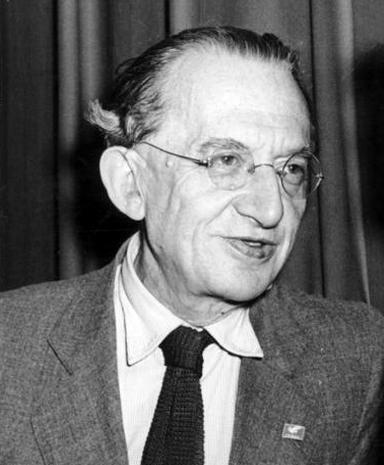
Д. Лукач

В советском искусствоведении, под влиянием книг Дьёрдя Лукача «Значение современного реализма» и «Идеология модернизма», вплоть до конца 1980-х годов модернизм (авангард) трактовался как «антиреализм», а реализм, соответственно, как «антимодернизм». (Как «антиреализм» в оппозиции реалистического и нереалистического художественных «методов» понимался даже романтизм, к изучению которого советское литературоведение смогло вернуться только в конце 1950-х годов).
В постсоветское время, в 2010 году, Анатолий Осмоловский говорил об авангарде: «…В России авангардное искусство в массе воспринимается крайне упрощённо, вульгарно. Снял штаны, показал жопу — вот и авангард».

## Протоавангард

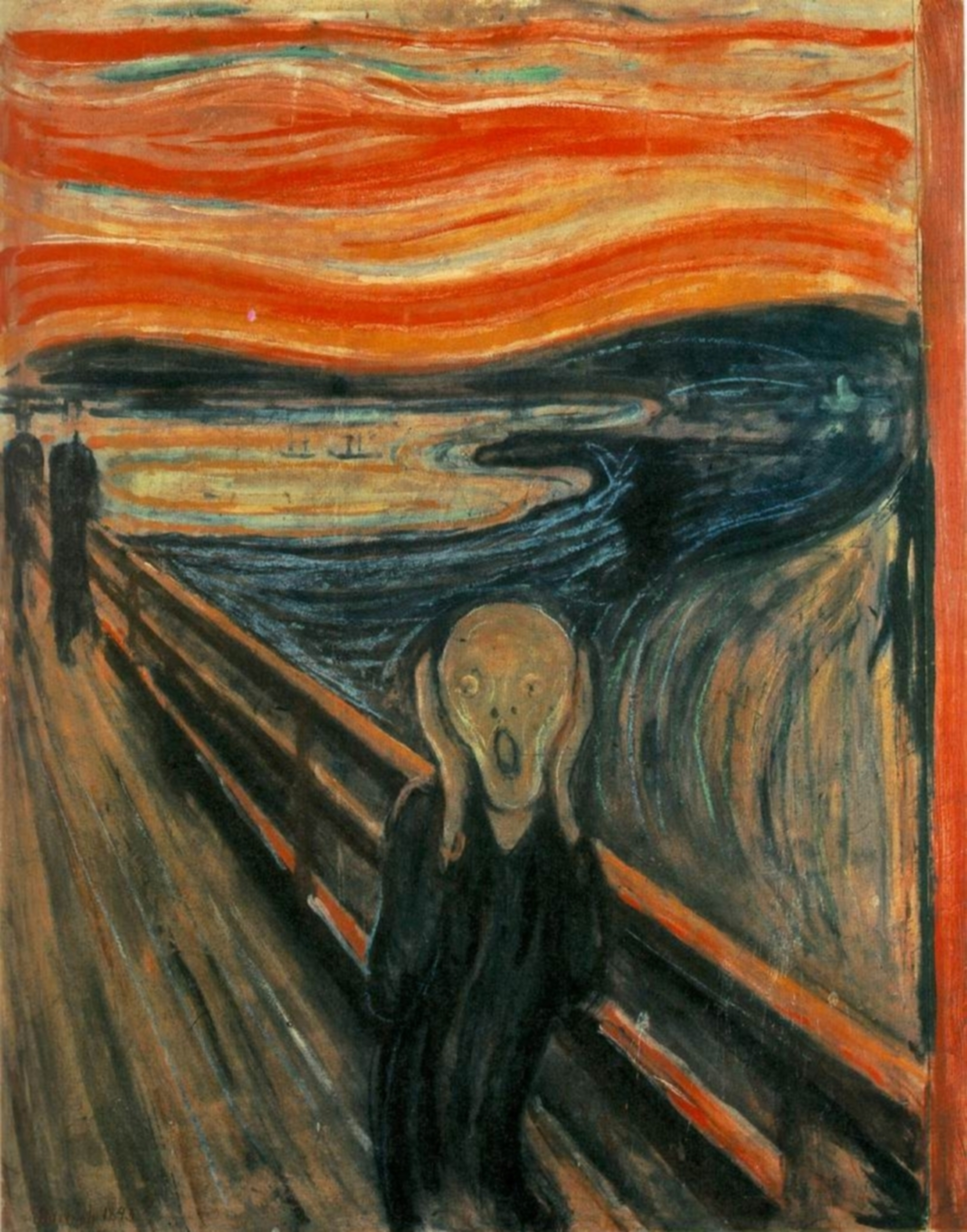
Э. Мунк. Крик. 1893. Картон, темпера, масло, пастель. Национальная галерея, Осло

Началу эпохи авангарда, которое большинство исследователей относят к 1905—1907 годам, предшествовал период протоавангарда — когда поэтика авангарда проявляла себя на уровне тенденции: в символизме, югендстиле, русском космизме; в манифестациях, подобных «Крику» (1893) Эдварда Мунка.
Период протоавангарда рубежа XIX—XX веков характеризуется как слом, переход от классической эстетики Аристотеля, мимесиса, к неклассической, антиаристотелевской традиции.
Свидетель и участник этого слома, ирландский англоязычный поэт Уильям Батлер Йейтс в 1897 году писал о происходящем:
…Реакция на рационализм восемнадцатого века смешалась с реакцией на материализм девятнадцатого века, и символистское движение, которое достигло совершенства у Вагнера в Германии, у прерафаэлитов в Англии, у Вилье де Лиль-Адана, Малларме и Метерлинка во Франции и пробудило воображение Ибсена и Д’Аннунцио — безусловно единственное движение, говорящее новые вещи.

## Авангардистские течения в искусстве

### Авангард в изобразительном искусстве
В истории изобразительного искусства авангард чаще интерпретируют как художественное направление начала XX века, тесно связанное с модерном и модернизмом. В таком широком понимании к авангарду относят:
- Фовизм
- Абстрактный экспрессионизм
- Баухауз
- Беспредметность
- Всёчество
- Дадаизм
- Конструктивизм
- Лучизм
- Органика
- Орфизм
- Примитивизм
- Систематизм
- Стохатизм
- Супрематизм
- Сюрреализм
- Тунфан
- Унизм
- Футуризм
- Экспрессионизм

### Авангард в литературе
К ярким представителям авангардного искусства в литературе можно отнести:
- футуризм — Алексей Крученых, Велимир Хлебников, Владимир Маяковский;
- экспрессионизм — Райнер Мария Рильке, ранний Леонид Андреев.

#### Драматургия
Первооткрывателем авангардной символистской драмы стал бельгийский франкоязычный драматург Морис Метерлинк. Вслед за ним символистская поэтика и мироощущение закрепляется в драмах Г. Гауптмана, позднего Г. Ибсена, Л. Н. Андреева, Г. фон Гофмансталя. В XX веке авангардная драма обогащается приёмами литературы абсурда. В пьесах позднего А. Стриндберга, Д. И. Хармса, В. Гомбровича, С. И. Виткевича изображается абсурдная реальность, поступки персонажей зачастую алогичны. Законченное выражение абсурдистские мотивы получили в творчестве франкоязычных авторов т. н. драмы абсурда — Э. Ионеско, С. Беккета, Ж. Жене, А. Адамова. Вслед за ними абсурдистские мотивы развивали в своих драмаx Ф. Дюрренматт, Т. Стоппард, Г. Пинтер, Э. Олби, M.Волохов, В. Гавел.

## Музеи российского авангарда
- Виртуальная экспозиция искусства авангарда из собрания Русского музея в Санкт-Петербурге. Электронный адрес: rusmuseumvrm.ru|авангард - Виртуальный Русский музей
- Государственный музей искусств имени И. В. Савицкого в Нукусе — городе в Узбекистане, столице Республики Каракалпакстан. Здесь хранится крупная коллекция русского авангарда, собранная художником и первым директором музея Игорем Савицким.
- Музей авангардного и наивного искусства «Авангард. Углич». Находится в Угличе. В экспозиции представлены работы худржников-авангардистов 1960—1980-х годов из частной коллекции московского художника Сергея Симакова и его супруги. Музей размещается по адресу улица Ростовская, дом 1-3, 2-й этаж, вход со стороны улицы Ярославской.
- Музей живописной культуры — существовал в Москве с рубежа 1918–1919 годов по 1929 год. Неофициально признан первым музеем русского авангарда. Для посетителей экспозиция была открыта в 1920 году в бывшем особняке князей Голицыных по адресу улица Волхонка, 14. В дальнейшем до закрытия еще трижды менял местонахождение.
- Музей петербургского авангарда — двухэтажное деревянное здание, бывший дом авангардистов супругов Михаила Матюшина и Елены Гуро. Является филиалом Государственного музея истории Санкт-Петербурга, созданным в 2006 году. Мемориальное и научно-исследовательское учреждение Санкт-Петербурга, занимающееся сохранением наследия российского авангарда, его изучением и популяризацией. Большая часть экспозиции освещает исторический период авангарда в творчестве футуристов 1910—1920-х годов. памятник архитектуры
- Музей органической культуры — художественный музей Коломны, посвященный искусству российского авангарда. Расположен в усадьбе, построенной в 1815 году дворянами Ананьиными. Восстановлен в 2011 году как памятник деревянного зодчества XIX века. Музей состоит из трёх подразделений: Музей искусств XX—XXI веков, Музей российской фотографии, Музей традиции. Каждое подразделение имеет самостоятельную значимость, но в целом они дают представление об органике — одном из течений в искусстве. В постоянной экспозиции Музея искусств XX—XXI веков находятся работы Михаила Матюшина и Елены Гуро, ключевых фигур так называемой органической культуры. памятник архитектуры
- Государственный музей Константина и Виктора Мельниковых — филиал Государственного музея архитектуры имени Алексея Щусева, открывшийся в 2014 году в доме архитектора Мельникова. Здание представляет собой памятник русского авангарда 1920-х годов, возведённый в цилиндрической форме по проекту архитектора Константина Мельникова. В экспозиции представлены материалы по истории российского конструктивизма — ветви течения авангарда в графике, сценографии и архитектуре. памятник архитектуры
- Музей авангарда на Шаболовке, Москва. Открыт в 2017 году. Находится по адресу Серпуховской Вал, 24.
- Центр авангарда, Екатеринбург. Экспозиция размещается в Музее истории Екатеринбурга, Дом Гостяжпромурала, проспект Ленина, 52. Создан на грант, полученный от Фонда Владимира Потанина в 2017 году.
- Центр авангарда —  выставочная площадка Еврейского музея и центра толерантности в Москве.    Располагается в здании Бахметьевского гаража, построенного по проекту архитектора Константина Мельникова и инженера Владимира Шухова в конце 1920-х годов. Размещается на улице Образцова, 19А. Является памятником архитектуры советского авангарда. памятник архитектуры.

### Монографии, сборники статей, антологии
- Альтшулер Б. Авангард на выставках. Новое искусство в XX веке / Перевод Е. Куровой. Редактор А. Шестаков. — М.: Ад Маргинем, 2018. — Серия: Garage Pro. — 304 с. — ISBN 978-5-91103-436-8.
- Huyssen A. After the Great Divide. Modernism, Mass Culture, Postmodernism. — Bloomington, 1986.
- Innes Ch. Avant-Garde Theatre. 1892—1992. — L., N. Y., 1993.
- Турчин В. С. По лабиринтам авангарда. — М.: Издательство МГУ, 1993. — 248 с. — ISBN 5-211-02686-1.
- Русский авангард в кругу европейской культуры: Материалы международной конференции. — М.: РАН, Культурная инициатива, 1993.
- Русский авангард 1910—1920-х годов в европейском контексте / Отв. ред. Г. Ф. Коваленко. — М.: Наука, 2000. — ISBN 5-02-011659-9.
- Символизм в авангарде / Отв. ред., сост. Г. Ф. Коваленко. — М.: Наука, 2003. — 443 с. — (Искусство авангарда 1910—1920-х годов). — ISBN 5-02-022743-9.
- Семиотика и Авангард: Антология / Редакторы-составители Ю. С. Степанов, Н. А. Фатеева, В. В. Фещенко, Н. С. Сироткин; Под общей редакцией Ю. С. Степанова. — М.: Академический проект, 2006. — 1168 с. — ISBN 5-9551–0135–7.
- Мурина Елена. Ранний авангард. — М.: Галарт, 2008. — 184 с. — (История живописи. XX век). — 3000 экз. — ISBN 978-5-269-01053-3.
- Авангард и идеология: русские примеры / Ред. Слободан Грубачич, ред.-сост. Корнелия Ичин. — Белград: Издательство филологического факультета Белградского университета, 2009. — 712 с. — 400 экз. — ISBN 978-86-86419-65-1.
- Авангард в культуре XX века (1900—1930 гг.): Теория. История. Поэтика: В 2 кн. / Под ред. Ю. Н. Гирина. — М.: ИМЛИ РАН, 2010. — Т. 1. — 600 с. — 1000 экз. — ISBN 978-5-9208-0352-8.
- Авангард в культуре XX века (1900—1930 гг.): Теория. История. Поэтика: В 2 кн. / Под ред. Ю. Н. Гирина. — М.: ИМЛИ РАН, 2010. — Т. 2. — 704 с. — 1000 экз. — ISBN 978-5-9208-0363-4.
- Гирин Ю. Н. Картина мира эпохи авангарда. Авангард как системная целостность. — М.: ИМЛИ РАН, 2013. — 400 с. — 800 экз. — ISBN 978-5-9208-0415-0
- Ж.-Ф. Жаккар. «Даниил Хармс и конец русского авангарда»
- Рыков А. В. Политика авангарда. М.: НЛО, 2019

### Важнейшие статьи
- Даниэль С. М.. Авангард и девиантное поведение // Статьи разных лет. — СПб.: Издательство Европейского университета в Санкт-Петербурге, 2013. — 254, [1] с. : ил. — ISBN 978-5-94380-154-9 Первая публикация: Авангардное поведение: Сб. материалов научной конференции Хармс-фестиваля в Санкт-Петербурге. — СПб.: Хармсиздат, 1998. — С. 40—46.
- Иванов Вяч. Вс.. Практика авангарда и теоретическое знание XX века // Иванов Вяч. Вс. Избранные труды по семиотике и истории культуры. — М., 2007. — Т. 4. — С. 345—347. Архивировано 8 апреля 2009 года.
- Рыков А. В./Rykov A. Античность, авангард, тоталитаризм. К метаморфологии современного искусства/ Antiquity, Avant-garde, Totalitarianism. On the Metamorphology of Modern art // Актуальные проблемы теории и истории искусства: сб. науч. статей. Вып. 5. / Под ред. С. В. Мальцевой, Е. Ю. Станюкович-Денисовой, А. В. Захаровой. — СПб.: НП-Принт, 2015. С. 745—752. — ISSN 23122129
- Рыков, А. В. Истоки авангарда. Западноевропейское искусство XVIII—XIX вв. СПб.: Издательство Санкт-Петербургского университета, 2016. ISBN 978-5-288-05664-2
- Рыков А. В./Rykov A. Античность, авангард, тоталитаризм. К метаморфологии современного искусства/ Antiquity, Avant-garde, Totalitarianism. On the Metamorphology of Modern art // Актуальные проблемы теории и истории искусства: сб. науч. статей. Вып. 5. / Под ред. С. В. Мальцевой, Е. Ю. Станюкович-Денисовой, А. В. Захаровой. — СПб.: НП-Принт, 2015. С. 745—752. — ISSN 23122129
- Рыков А. В. Дискурс эстетизма/тоталитаризма (К социополитической теории авангарда) // Актуальные проблемы теории и истории искусства: сб. науч. статей. Вып. 4. / Под ред. А. В. Захаровой, С. В. Мальцевой. СПб.: НП-Принт, 2014. C. 381—391.

### Статьи в энциклопедиях и словарях
- Авангардизм // А — Ангоб. — М. : Советская энциклопедия, 1969. — (Большая советская энциклопедия : [в 30 т.] / гл. ред.  А. М. Прохоров ; 1969—1978, т. 1).
- Зверев А. М. Авангардизм // Литературная энциклопедия терминов и понятий. — М., 2001. — С. 11—14.